# クラウス・ボンザック
クラウス・ボンザック（Klaus-Michael Bonsack 1941年12月26日 - 2023年3月5日）は、1960年代から1970年代初頭に競技に参加した東ドイツのリュージュ選手である。テューリンゲン州Waltershausen出身。
ボンザックは冬季オリンピックで合計4個のメダルを獲得した。1964年インスブルックオリンピックでは一人乗りで銀メダル、1968年グルノーブルオリンピックでは二人乗りで金メダル、一人乗りで銅メダルをそれぞれ得た。また1972年札幌オリンピックでは二人乗りで銅メダルを得た。
リュージュ世界選手権では1967年に二人乗りで優勝した他、1965年の二人乗りと1967年の一人乗りでともに2位、1963年の一人乗りと1969年の二人乗りでともに3位となっている。
2023年3月5日、死去。